# Rocco Micaletto
Rocco Micaletto (Taviano, 12 août 1946) est un ancien terroriste des Brigades rouges italiennes. Militant de l'organisation depuis le début des années 1970, il se cacha en 1974 et assuma un rôle de plus en plus important en tant que membre du comité exécutif et du comité exécutif des colonnes de Turin et de Gênes. Il fut arrêté le 20 février 1980 à Turin avec Patrizio Peci.

## Biographie
La jeunesse et les premières approches dans le changement des Brigades rouges
Micaletto s'installe très tôt à Turin, où il trouva un emploi chez Fiat à l'usine de Rivalta. C'est là qu'il devint rapidement le chef du syndicat de la CISL, dans lequel il ne dura cependant pas longtemps et fut expulsé pour cause d'incapacité et de manque de sérieux en 1973 vis-à-vis de l'organisation et de ses adhérents, mais déjà vers 1970, les enquêteurs pensaient que Micaletto faisait partie ou apparaissait dans le monde du brigatisme de l'époque.

### Activité politico-militaire
Après une période de militantisme initial à Milan, après s’être caché, il s’est installé à Gênes en 1976 où il a joué un rôle fondamental dans la création de la colonne des Brigades rouges génoises, qui est rapidement devenue l’une des plus redoutées et des plus efficaces de l’organisation. En 1977, il s'installe à Turin et assume la direction des activités terroristes des Brigades rouges dans la capitale piémontaise. Lorenzo Betassa, Raffaele Fiore, Patrizio Peci, Piero Panciarelli, Nadia Ponti, Angela Vai et Vincenzo Acella faisaient partie de la même colonne, particulièrement active entre les années 1977 et 1979.

### Après la prison
Devenu libre après avoir purgé 24 ans de prison pour une peine de trois condamnations à perpétuité, dont la peine est définitive. Il sera soumis à une probation de 5 ans, impliquant des prescriptions policières, un soutien et une assistance des services sociaux.